# Distrikt Conchucos
Der Distrikt Conchucos liegt in der Provinz Pallasca in der Region Ancash im zentralen Westen Perus. Der Distrikt wurde am 16. Dezember 1918 gegründet. Er hat eine Fläche von 579 km². Beim Zensus 2017 lebten 7825 Einwohner im Distrikt. Im Jahr 1993 lag die Einwohnerzahl bei 7531, im Jahr 2007 bei 8027. Verwaltungssitz ist die gleichnamige 3180 m hoch gelegene Kleinstadt Conchucos mit 3196 Einwohnern (Stand 2017). Conchucos liegt 22 km nordöstlich der Provinzhauptstadt Cabana.

## Geographische Lage
Der Distrikt Conchucos liegt im südlichen Osten der Provinz Pallasca. Er hat eine Längsausdehnung in SSW-NNO-Richtung von etwa 38 km. Der Distrikt liegt in der peruanischen Westkordillere. Er reicht von den über 5000 m hohen nördlichen Ausläufern der Cordillera Blanca im Südwesten bis zum Río Marañón im Osten. Ein etwa 20 km langer westlicher Uferabschnitt des Río Marañón zwischen den Einmündungen von Río Mayas und Río Llamara gehört zum Distrikt. Der Westteil des Distrikts wird über den Río Conchucos zum Río Tablachaca nach Nordwesten hin entwässert. Etwa mittig in Nord-Süd-Richtung verläuft die kontinentale Wasserscheide.
Der Distrikt Conchucos grenzt im Südwesten an die Distrikte Cabana und Huandoval, im Nordwesten an den Distrikt Lacabamba, im Norden an den Distrikt Pampas, im Osten an den Distrikt Chillia (Provinz Pataz) sowie im Süden an die Distrikte Acobamba, Chingalpo, Ragash (alle drei in der Provinz Sihuas) und Cusca (Provinz Corongo). 